# Moniteur fédéral 2e degré Associé
 (août 2025).
Motif : Notoriété encyclopédique ? Historique ? Synthèse ?
- Archive Wikiwix
- Bing
- Cairn
- DuckDuckGo
- E. Universalis
- Gallica
- Google
- G. Books
- G. News
- G. Scholar
- Persée
- Qwant
- (zh) Baidu
- (ru) Yandex
- (wd) trouver des œuvres sur Wikidata

| 1. | Préciser le motif de la pose du bandeau. | Précisez le motif de la pose du bandeau en utilisant la syntaxe suivante : {{admissibilité à vérifier\|date=août 2025\|motif=remplacez ce texte par le motif}}                                         |
| 2. | Informer les utilisateurs concernés.     | Pensez à avertir le créateur de l'article, par exemple, en insérant le code ci-dessous sur sa page de discussion : {{subst:avertissement admissibilité à vérifier\|Moniteur fédéral 2e degré Associé}} |

Le moniteur fédéral 2e degré associé (MF2A) est un plongeur titulaire du quatrième niveau d'encadrement (E4) de la FFESSM. Contrairement au Moniteur fédéral 2e degré (MF2), il ne doit pas passer d'examen FFESSM pour être reconnu comme encadrant, car il est au préalable en possession du titre de moniteur 3 étoiles de la confédération mondiale des activités subaquatiques (CMAS). Il s'agit donc d'une intégration d'encadrants CMAS dans le dispositif FFESSM (voir conditions de candidature ci-dessous et procédure officielle) sur la base de titres existants.

## Prérogatives
Il dispose des mêmes prérogatives techniques qu'un brevet d'État 2e degré (BEES 2). S'il n'est pas titulaire du BEES 1, le MF2A ne peut en revanche pas exercer ses prérogatives en France contre rémunération. Le MF2A peut encadrer les plongeurs en formation au-delà de 40 m, en fonction du mélange utilisé et sous réserve qu'il soit titulaire de la qualification « mélange » correspondante.

Il peut faire partie des jurys des niveaux FFESSM capacitaires (Niveau IV), initiateur et MF1. S'il est titulaire du BEES1 plongée, il peut participer aux formations et au jury de la partie spécifique BEES1 plongée subaquatique.
Exception: il ne peut ni devenir Instructeur Régional (IR) ni Instructeur National (IN).  Sur ce point, la FFESSM n'a donné aucune explication rationnelle pour justifier de ce choix pour le moins surprenant.[non neutre]
L'activité d'un MF2A est uniquement bénévole. En France, pour être rémunéré, il faut être titulaire d'un brevet d'État 2e degré (BEES 2), qui possède les mêmes prérogatives que ci-dessus.

### Conditions de candidature
- Être détenteur d'une licence de la FFESSM depuis une année pleine
- Être francophone.
- Être détenteur du brevet moniteur CMAS 3 étoiles obtenu par formation pleine et entière auprès d'un organisme CMAS (à l'exclusion de EDA et TDIF)
- Être détenteur du RIFAP.
- Être en possession d'un certificat médical de non contre indication à la pratique et l'enseignement de la plongée en scaphandre délivré par un médecin de la FFESSM ou un médecin titulaire du CES de médecine sportive datant de moins de 1 an.
- Être recommandé par le président du club d'appartenance

Il n'y a pas d'examen car il s'agit d'une validation d'équivalence pour permettre à des moniteurs formés à l'étranger d'enseigner bénévolement sur le territoire français. La CTR et la CTN valident les candidatures. Une fois la validation effectuée le candidat bénéficie des mêmes prérogatives que les MF2 formés par la FFESSM, à l'exception de la possibilité de devenir IR ou IN.